# The Reward of Valor
The Reward of Valor è un cortometraggio muto del 1912 diretto da Allan Dwan. Venne prodotto dall'American Film Manufacturing Company e distribuito nelle sale il 27 maggio 1912 dalla Motion Picture Distributors and Sales Company.

## Produzione
Il film fu prodotto dalla Flying A (American Film Manufacturing Company):

## Distribuzione
Distribuito dalla Motion Picture Distributors and Sales Company, il film - un cortometraggio in una bobina - uscì nelle sale USA il 27 maggio 1912.